# Челноково (Красноярский край)
Челноково — деревня в Берёзовском районе Красноярского края России. Входит в состав Бархатовского сельсовета.

## География
Деревня находится на берегах реки Батоюшка, на расстоянии примерно 11 км к востоку от посёлка городского типа Берёзовка, административного центра района. Абсолютная высота — 166 м над уровнем моря.

## Население
| 1989 | 2002 | 2010 |
| ---- | ---- | ---- |
| 355  | ↘334 | ↗412 |

### Гендерный состав
По данным Всероссийской переписи населения 2010 года, в деревне проживало 412 человек (194 мужчины и 218 женщин).

## Улицы
| - ул. Зелёная, - ул. Кирова, - ул. Ленина, - ул. Лесная, | - ул. Мелиораторов, - ул. Новая, - ул. Октябрьская, - ул. Тихая. |